# Оптический изолятор
Оптический изолятор — оптический прибор, пропускающий свет в прямом направлении, но поглощающий в обратном, это эквивалент обратного клапана или диода в оптических схемах. Оптические изоляторы применяются в оптических линиях связи для защиты резонаторов лазерных передатчиков от отражённых сигналов, а также как входной элемент оптических усилителей.

## Вращатель Фарадея
Основным элементом оптического изолятора является вращатель Фарадея. Вращатель Фарадея представляет собой пластинку из оптически неактивного кристалла, помещённую в постоянное магнитное поле. При прохождении линейно поляризованного света через такую пластинку вдоль силовых линий магнитного поля наблюдается эффект Фарадея: плоскость поляризации света поворачивается на угол, пропорциональный напряжённости магнитного поля и толщине пластинки. Направление поворота зависит от направления магнитного поля, но не зависит от направления света. Коэффициентом пропорциональности служит так называемая постоянная Верде, зависящая от длины волны и свойств материала; высокие значения постоянной Верде в инфракрасном диапазоне демонстрируют, например, различные гранаты, такие как тербий-галлиевый гранат (Tb3Ga5O12) и иттрий-железный гранат (Y3Fe5O12).

## Принцип действия

Схема оптического изолятора с вращателем Фарадея, поляризатором и анализатором. Свет распространяется в прямом направлении

Для оптического изолятора толщина пластины вращателя Фарадея и величина магнитного поля выбираются таким образом, чтобы вращатель поворачивал плоскость поляризации на 45°. С обеих сторон от вращателя помещается по одному поляризатору, оси которых повёрнуты друг относительно друга также на 45°. Примем ось первого поляризатора за 0°, а ось второго (выполняющего функцию анализатора) — за 45°. В таком случае луч света, прошедший в прямом направлении через первый поляризатор, будет линейно поляризован вдоль оси 0°. Затем этот луч попадёт во вращатель Фарадея, который повернёт плоскость поляризации на +45°, и поляризованный в таком направлении свет свободно пройдёт через второй поляризатор.
Если свет будет распространяться в обратном направлении (от второго поляризатора к первому), то после второго поляризатора его плоскость поляризации будет наклонена на 45°. Так как направление поворота не зависит от направления распространения света, вращатель Фарадея повернёт плоскость поляризации на +45°. На первый поляризатор свет попадёт поляризованным вдоль оси 90° и будет поглощён.